# Carles Pi i Sunyer
Pour les articles homonymes, voir Pi (homonymie) et Sunyer (homonymie).
Carles Pi i Sunyer, né à Barcelone, le 29 février 1888 et mort le 15 mars 1971 à Caracas, est un ingénieur industriel et homme politique catalan.

## Biographie
Membre de la Gauche républicaine de Catalogne, parti qu'il préside de 1933 à 1935, il est élu député le 28 juin 1931. Il est nommé ministre du Travail dans le gouvernement de Diego Martínez Barrio.
Il est élu maire de Barcelone en février 1934.
Après la guerre d'Espagne, il doit s'exiler au Venezuela sous la dictature franquiste.

## Postérité
Une place publique de la ville de Barcelone porte son nom en sa mémoire dans le quartier gothique.